# Remo nos Jogos Olímpicos de Verão da Juventude de 2010 - Skiff simples feminino
As provas do Skiff simples feminino do remo nos Jogos Olímpicos de Verão da Juventude de 2010 foram realizadas entre os dias 15 e 18 de agosto, no Marina Reservoir, em Cingapura. 22 atletas estavam inscritas neste evento.

## Medalhistas
| Ouro   | GER Judith Sievers    |
| Prata  | UKR Nataliia Kovalova |
| Bronze | FRA Noémie Kober      |

## Eliminatórias
- Regras de classificação: 1->SA/B, 2-6>R

### Bateria 1
15 de agosto, 10:00 (UTC+8)
| Pos. | Nome                    | País              | Tempo   | Notas    |
| ---- | ----------------------- | ----------------- | ------- | -------- |
| 1    | Ainée Hernandez Delgado | CUB Cuba          | 3:46.93 | Q - SA/B |
| 2    | Annick Taselaar         | NED Países Baixos | 3:48.57 | R        |
| 3    | Alara Dirik             | TUR Turquia       | 3:59.14 | R        |
| 4    | Joanna Lai Cheng Chan   | SIN Singapura     | 4:04.54 | R        |
| 5    | Jovana Arsić            | SRB Sérvia        | 4:04.97 | R        |
| 6    | Jana Hausberger         | AUT Áustria       | 4:07.85 | R        |

### Bateria 2
15 de agosto, 10:10 (UTC+8)
| Pos. | Nome          | País        | Tempo   | Notas    |
| ---- | ------------- | ----------- | ------- | -------- |
| 1    | Noémie Kober  | FRA França  | 3:50.09 | Q - SA/B |
| 2    | Denise Walsh  | IRL Irlanda | 3:56.55 | R        |
| 3    | Garazi Bilbao | ESP Espanha | 3:59.72 | R        |
| 4    | Ebba Sundberg | SWE Suécia  | 4:01.24 | R        |
| 5    | Eglit Vosu    | EST Estônia | 4:01.25 | R        |
| 6    | Sae Kitayama  | JPN Japão   | 4:03.14 | R        |

### Bateria 3
15 de agosto, 10:20 (UTC+8)
| Pos. | Nome              | País          | Tempo   | Notas    |
| ---- | ----------------- | ------------- | ------- | -------- |
| 1    | Judith Sievers    | GER Alemanha  | 3:45.41 | Q - SA/B |
| 2    | Elza Gulbe        | LAT Letônia   | 3:47.52 | R        |
| 3    | Nataliia Kovalova | UKR Ucrânia   | 3:48.47 | R        |
| 4    | Tarin Čokelj      | SLO Eslovênia | 3:59.18 | R        |
| 5    | Muram Ali         | SUD Sudão     | 5:12.05 | R        |

### Bateria 4
15 de agosto, 10:30 (UTC+8)
| Pos. | Nome                  | País         | Tempo   | Notas    |
| ---- | --------------------- | ------------ | ------- | -------- |
| 1    | Kristýna Fleissnerová | CZE Chéquia  | 3:49.37 | Q - SA/B |
| 2    | Asja Žero             | CRO Croácia  | 3:51.21 | R        |
| 3    | Cao Ting              | CHN China    | 3:54.83 | R        |
| 4    | Eveline Peleman       | BEL Bélgica  | 3:57.23 | R        |
| 5    | Patricia Batista      | POR Portugal | 4:05.64 | R        |

## Repescagem
- Regras de classificação: 1-2->SA/B, 3-5->SC/D

### Repescagem 1
16 de agosto, 10:00 (UTC+8)
| Pos. | Nome              | País        | Tempo   | Notas    |
| ---- | ----------------- | ----------- | ------- | -------- |
| 1    | Nataliia Kovalova | UKR Ucrânia | 3:55.98 | Q - SA/B |
| 2    | Asja Žero         | CRO Croácia | 4:00.95 | Q - SA/B |
| 3    | Jovana Arsić      | SRB Sérvia  | 4:07.89 | Q - SC/D |
| 4    | Ebba Sundberg     | SWE Suécia  | 4:15.77 | Q - SC/D |

### Repescagem 2
16 de agosto, 10:10 (UTC+8)
| Pos. | Nome                  | País          | Tempo   | Notas    |
| ---- | --------------------- | ------------- | ------- | -------- |
| 1    | Elza Gulbe            | LAT Letônia   | 3:58.15 | Q - SA/B |
| 2    | Garazi Bilbao         | ESP Espanha   | 4:06.04 | Q - SA/B |
| 3    | Patricia Batista      | POR Portugal  | 4:11.61 | Q - SC/D |
| 4    | Joanna Lai Cheng Chan | SIN Singapura | 4:12.77 | Q - SC/D |

### Repescagem 3
16 de agosto, 10:20 (UTC+8)
| Pos. | Nome            | País        | Tempo   | Notas         |
| ---- | --------------- | ----------- | ------- | ------------- |
| 1    | Alara Dirik     | TUR Turquia | 4:03.78 | Q - SA/B      |
| 2    | Denise Walsh    | IRL Irlanda | 4:05.00 | Q - SA/B      |
| 3    | Eveline Peleman | BEL Bélgica | 4:08.69 | Q - SC/D      |
| 4    | Sae Kitayama    | JPN Japão   | 4:09.90 | Q - SC/D      |
| 5    | Muram Ali       | SUD Sudão   |         | Não completou |

### Repescagem 4
16 de agosto, 10:30 (UTC+8)
| Pos. | Nome            | País              | Tempo   | Notas    |
| ---- | --------------- | ----------------- | ------- | -------- |
| 1    | Cao Ting        | CHN China         | 3:56.58 | Q - SA/B |
| 2    | Annick Taselaar | NED Países Baixos | 3:57.11 | Q - SA/B |
| 3    | Tarin Čokelj    | SLO Eslovênia     | 4:01.99 | Q - SC/D |
| 4    | Eglit Vosu      | EST Estônia       | 4:04.16 | Q - SC/D |
| 5    | Jana Hausberger | AUT Áustria       | 4:13.68 | Q - SC/D |

## Semifinais C/D
- Regras de classificação: 1-3->FC, 4-5->FD

### Semifinal C/D 1
17 de agosto, 10:00 (UTC+8)
| Pos. | Nome                  | País          | Tempo   | Notas  |
| ---- | --------------------- | ------------- | ------- | ------ |
| 1    | Jovana Arsić          | SRB Sérvia    | 4:13.45 | Q - FC |
| 2    | Eglit Vosu            | EST Estônia   | 4:13.50 | Q - FC |
| 3    | Eveline Peleman       | BEL Bélgica   | 4:16.25 | Q - FC |
| 4    | Joanna Lai Cheng Chan | SIN Singapura | 4:19.58 | Q - FD |
| 5    | Muram Ali             | SUD Sudão     | 5:38.81 | Q - FD |

### Semifinal C/D 2
17 de agosto, 10:10 (UTC+8)
| Pos. | Nome              | País          | Tempo   | Notas  |
| ---- | ----------------- | ------------- | ------- | ------ |
| 1    | Tarin Čokelj      | SLO Eslovênia | 4:10.63 | Q - FC |
| 2    | Ebba Sundberg     | SWE Suécia    | 4:15.63 | Q - FC |
| 3    | Sae Kitayama      | JPN Japão     | 4:16.02 | Q - FC |
| 4    | Jana Hauserberger | AUT Áustria   | 4:18.94 | Q - FD |
| 5    | Patricia Batista  | POR Portugal  | 4:19.48 | Q - FD |

## Semifinais A/B
- Regras de classificação: 1-3->FA, 4-6->FB

### Semifinal A/B 1
17 de agosto, 10:45 (UTC+8)
| Pos. | Nome                    | País         | Tempo   | Notas  |
| ---- | ----------------------- | ------------ | ------- | ------ |
| 1    | Judith Sievers          | GER Alemanha | 3:56.28 | Q - FA |
| 2    | Cao Ting                | CHN China    | 3:56.61 | Q - FA |
| 3    | Elza Gulbe              | LAT Letônia  | 3:56.85 | Q - FA |
| 4    | Ainée Hernandez Delgado | CUB Cuba     | 3:57.13 | Q - FB |
| 5    | Asja Žero               | CRO Croácia  | 4:00.78 | Q - FB |
| 6    | Denise Walsh            | IRL Irlanda  | 4:10.04 | Q - FB |

### Semifinal A/B 2
17 de agosto, 10:55 (UTC+8)
| Pos. | Nome                  | País              | Tempo   | Notas  |
| ---- | --------------------- | ----------------- | ------- | ------ |
| 1    | Noémie Kober          | FRA França        | 3:52.04 | Q - FA |
| 2    | Nataliia Kovalova     | UKR Ucrânia       | 3:53.58 | Q - FA |
| 3    | Annick Taselaar       | NED Países Baixos | 3:54.45 | Q - FA |
| 4    | Kristýna Fleissnerová | CZE Chéquia       | 3:55.02 | Q - FB |
| 5    | Alara Dirik           | TUR Turquia       | 4:03.41 | Q - FB |
| 6    | Garazi Bilbao         | ESP Espanha       | 4:06.11 | Q - FB |

## Finais

### Final D
18 de agosto, 10:00 (UTC+8)
| Pos. | Nome                  | País          | Tempo   | Notas |
| ---- | --------------------- | ------------- | ------- | ----- |
| 1    | Joanna Lai Cheng Chan | SIN Singapura | 4:12.58 |       |
| 2    | Jana Hausberger       | AUT Áustria   | 4:13.73 |       |
| 3    | Patricia Batista      | POR Portugal  | 4:16.08 |       |
| 4    | Muram Ali             | SUD Sudão     | 5:29.10 |       |

### Final C
18 de agosto, 10:20 (UTC+8)
| Pos. | Nome            | País          | Tempo   | Notas |
| ---- | --------------- | ------------- | ------- | ----- |
| 1    | Tarin Čokelj    | SLO Eslovênia | 4:09.09 |       |
| 2    | Jovana Arsić    | SRB Sérvia    | 4:11.26 |       |
| 3    | Eglit Vosu      | EST Estônia   | 4:11.47 |       |
| 4    | Eveline Peleman | BEL Bélgica   | 4:12.33 |       |
| 5    | Sae Kitayama    | JPN Japão     | 4:16.43 |       |
| 6    | Ebba Sundberg   | SWE Suécia    | 4:17.39 |       |

### Final B
18 de agosto, 10:40 (UTC+8)
| Pos. | Nome                    | País        | Tempo   | Notas      |
| ---- | ----------------------- | ----------- | ------- | ---------- |
| 1    | Ainée Hernandez Delgado | CUB Cuba    | 3:49.13 |            |
| 2    | Asja Žero               | CRO Croácia | 3:50.13 |            |
| 3    | Kristýna Fleissnerová   | CZE Chéquia | 3:53.38 |            |
| 4    | Garazi Bilbao           | ESP Espanha | 4:00.93 |            |
| 5    | Alara Dirik             | TUR Turquia | 4:03.03 |            |
| 6    | Denise Walsh            | IRL Irlanda |         | Não largou |

### Final A
18 de agosto, 11:30 (UTC+8)
| Pos.              | Nome              | País              | Tempo   | Notas |
| ----------------- | ----------------- | ----------------- | ------- | ----- |
| Medalha de ouro   | Judith Sievers    | GER Alemanha      | 3:44.21 |       |
| Medalha de prata  | Nataliia Kovalova | UKR Ucrânia       | 3:44.63 |       |
| Medalha de bronze | Noémie Kober      | FRA França        | 3:44.80 |       |
| 4                 | Elza Gulbe        | LAT Letônia       | 3:45.60 |       |
| 5                 | Annick Taselaar   | NED Países Baixos | 3:52.08 |       |
| 6                 | Cao Ting          | CHN China         | 3:55.48 |       |